# Eiben Tolkewitzer Straße 30

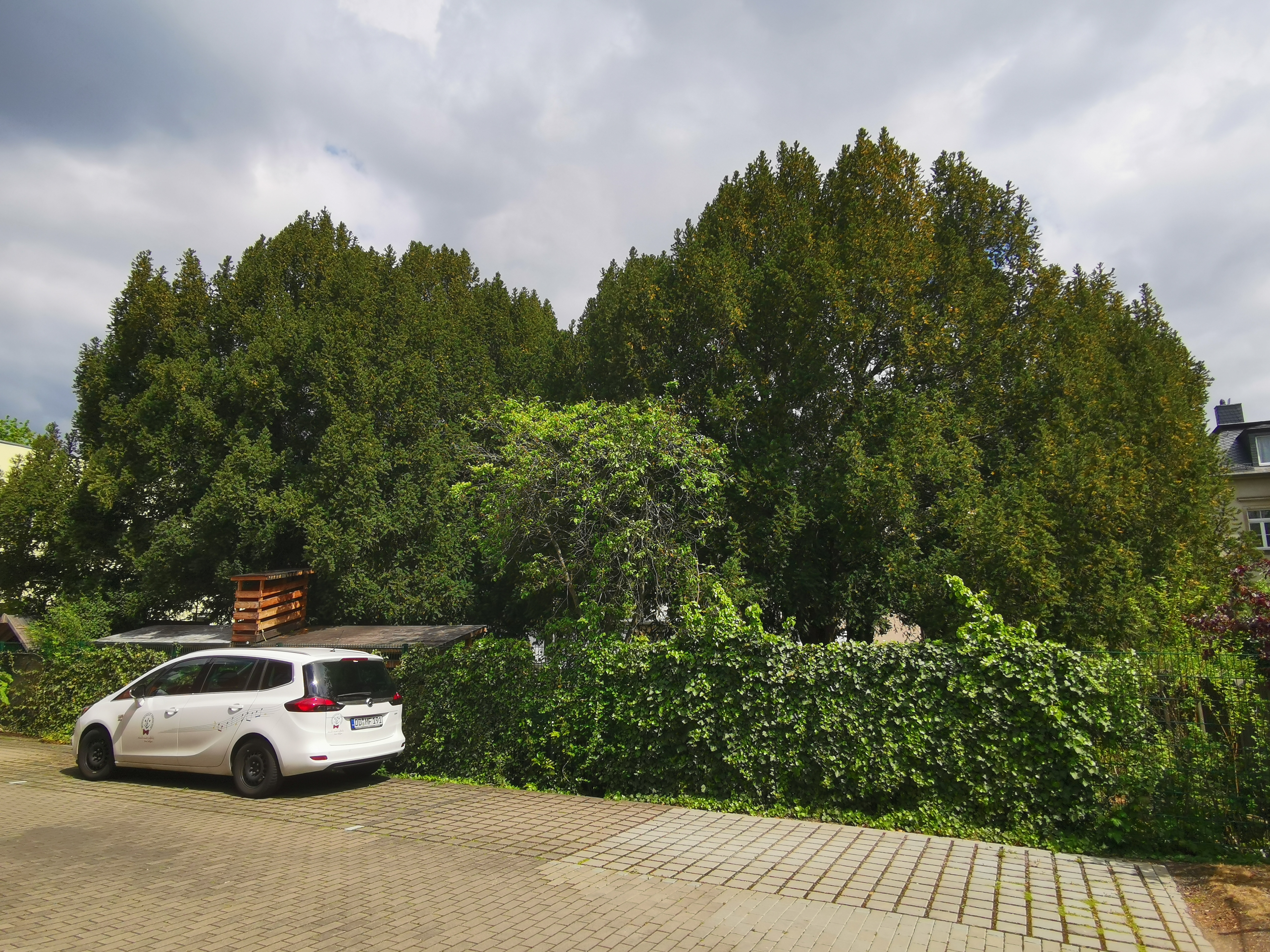
Naturdenkmal Eiben Tolkewitzer Straße 30, Ansicht an der rückwärtigen Zufahrt von der Berggartenstraße

Die Eiben Tolkewitzer Straße 30 sind ein Naturdenkmal (ND 141) im Dresdner Stadtteil Blasewitz. Die beiden Bäume sind „besonders schön ausgeprägte und auf Grund der Größe eindrucksvolle Exemplare“ der sehr langsam wachsenden Europäischen Eibe (Taxus baccata).

## Geographie
Die beiden Eiben stehen im Dresdner Osten an der Tolkewitzer Straße im Garten hinter dem Haus Nr. 30. Das Ufer der nordöstlich verlaufenden Elbe ist etwa 220 Meter entfernt.

## Schutzgegenstand
Anfang der 2010er war die Landeshauptstadt Dresden als Untere Naturschutzbehörde bestrebt, „39 besonders wertvolle Bäume an 29 Standorten als Naturdenkmale“ unter Schutz zu stellen. Dazu gehörten neben diesen beiden Eiben die Drei Eiben Blochmannstraße 2 in der Pirnaischen Vorstadt, die Eibe Hohe Straße 125 in Plauen und die Eibe Lochmühlenweg Oberwartha. Ein weiterer schutzwürdiger Baum in Blasewitz war zudem die Weymouths-Kiefer Sebastian-Bach-Straße 2. Die Festsetzung als Naturdenkmal erfolgte im Januar 2015 mittels einer Verordnung.
Der Schutzbereich erstreckt sich jeweils unter der gesamten Krone zuzüglich vier Metern, mindestens jedoch neun Meter von der Mitte des jeweiligen Stamms.